# Musée diocésain de Pavie
Le Musée diocésain de Pavie a été fondé en 2023 à l'initiative du diocèse de Pavie dans le but de protéger, valoriser et faire connaître les trésors artistiques du diocèse dans le contexte spirituel qui les a inspirés.

## Siège du musée
Le musée diocésain de Pavie représente un lieu évocateur à double âme, car il s'adresse d'une part aux fidèles à qui il offre le témoignage de la naissance d'une communauté religieuse à partir de ses racines, d'autre part aux visiteurs intéressés par les éléments historiques, artistiques et architecturaux qui y sont présents. Le musée est situé à l'intérieur des vestiges de la crypte de Santa Maria del Popolo, l'une des deux anciennes cathédrales romanes détruites à la fin du XVe siècle pour faire place à la cathédrale actuelle.
En fait, la cathédrale actuelle se dresse sur le site des deux cathédrales « jumelles »  préexistantes, unies et communicantes, de Santo Stefano (été) et Santa Maria del Popolo (hiver). Les deux églises d'origine ont été fondées entre le VIe et le VIIe siècle  puis reconstruites, en style roman, entre le XIe et le XIIe siècle. Santo Stefano avait une façade similaire à celle de la basilique San Pietro in Ciel d'Oro, mais avec trois portails, tandis que Santa Maria del Popolo avait un seul portail et sa façade était enrichie par des lignes de briques vernissées blanches, vertes et bleues (en partie aujourd'hui conservée dans les Musées Civiques), parmi les plus anciens exemples italiens (et européens) de majolique.
Santo Stefano se composait de cinq nefs avec des voûtes croisées, contrairement à Santa Maria del Popolo qui n'en avait que trois. Les deux cathédrales ont été progressivement désacralisées et démolies au fur et à mesure de l'avancement du chantier du Duomo, à tel point que des deux églises ne survivent qu'une partie du mur latéral de Santo Stefano le long de la via Omodeo et une partie de la crypte de Santa Maria del Popolo, qui, restauré en 2004, abrite aujourd'hui le musée diocésain.

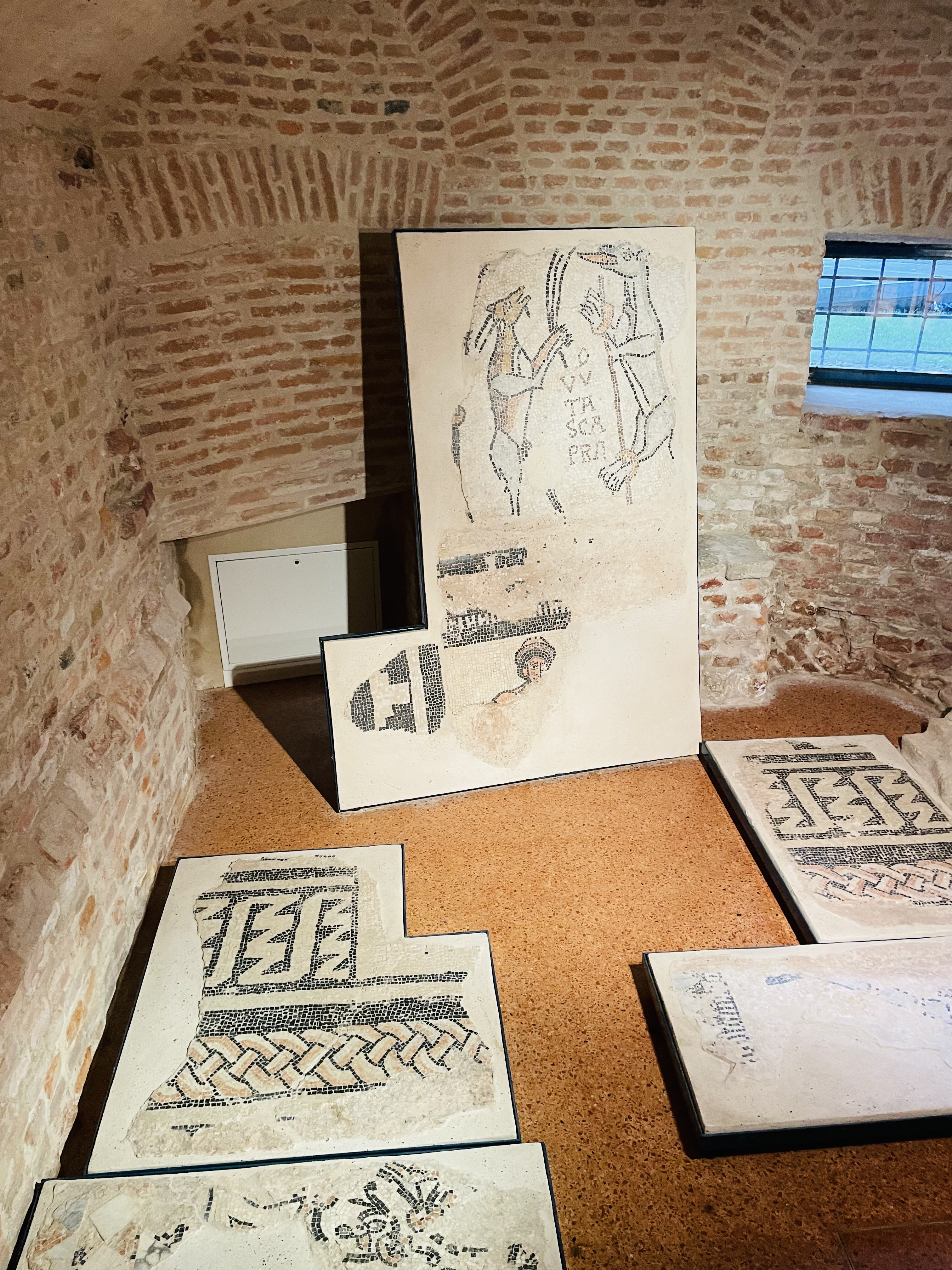
Fragments des mosaïques du sol des deux cathédrales romanes, XIe et XIIe siècles.
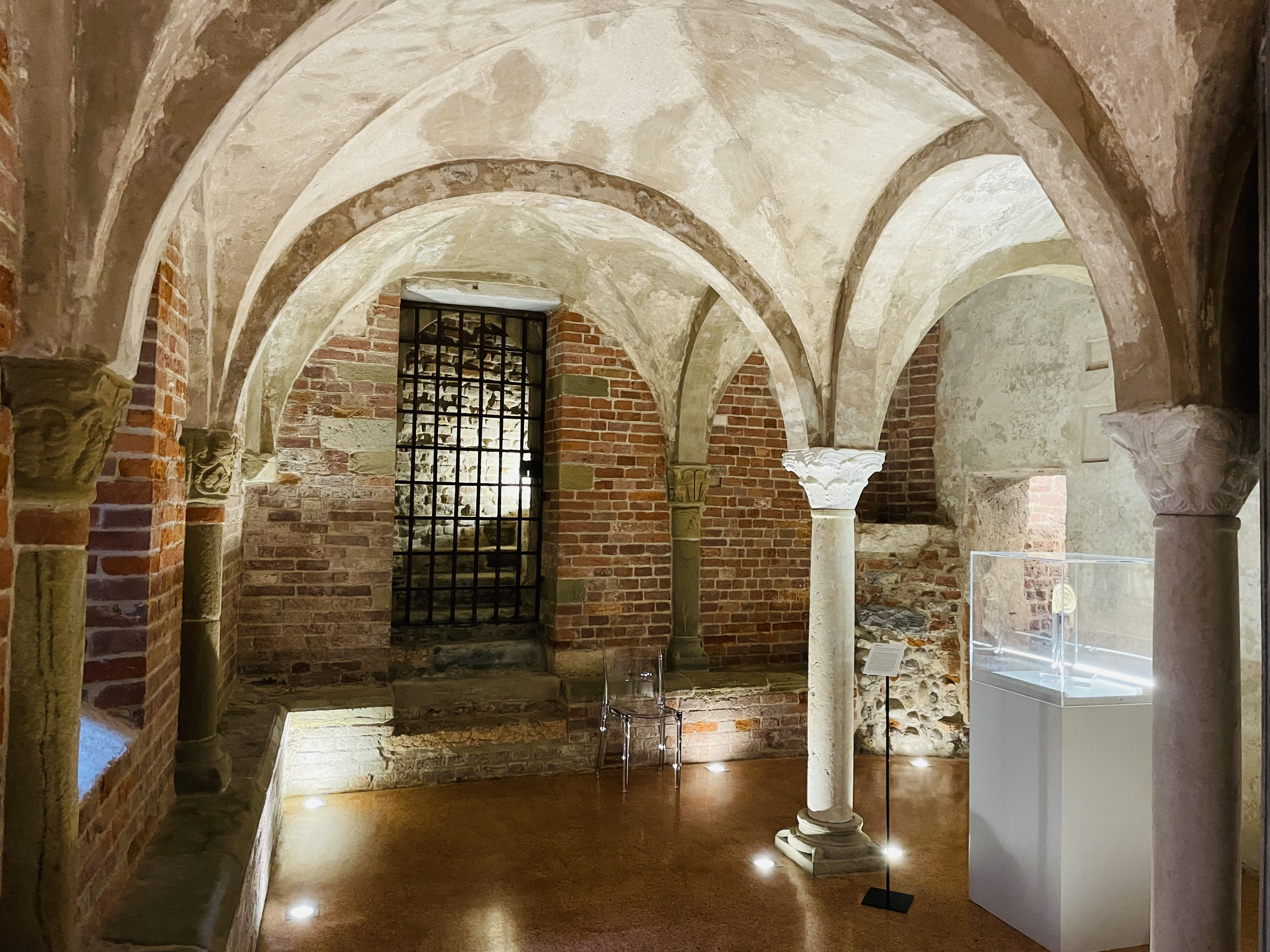
Crypte de Santa Maria del Popolo, XIe siècle.
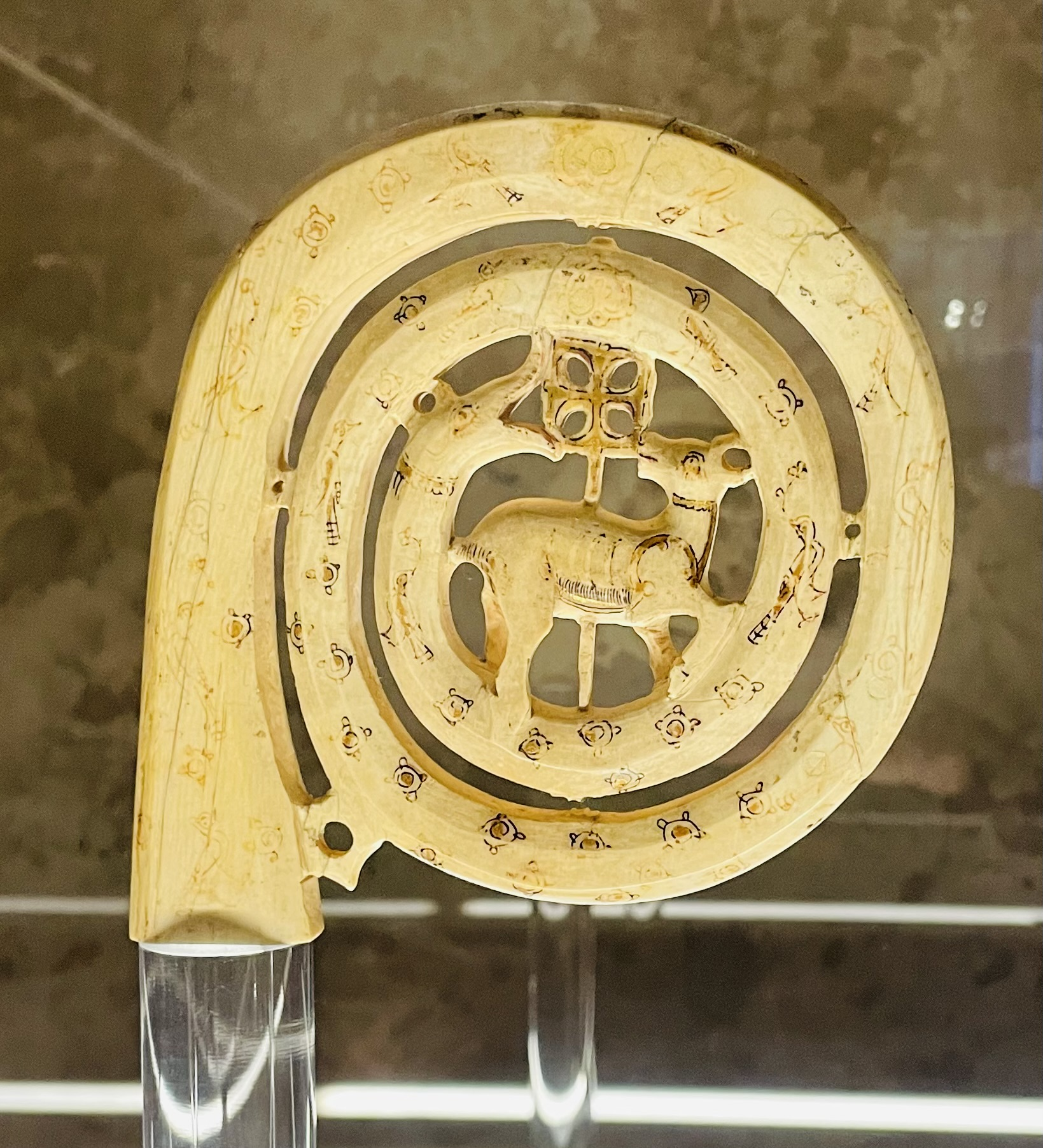
Maître sicilien-arabe, crosse épiscopale, ivoire, XIIe siècle.
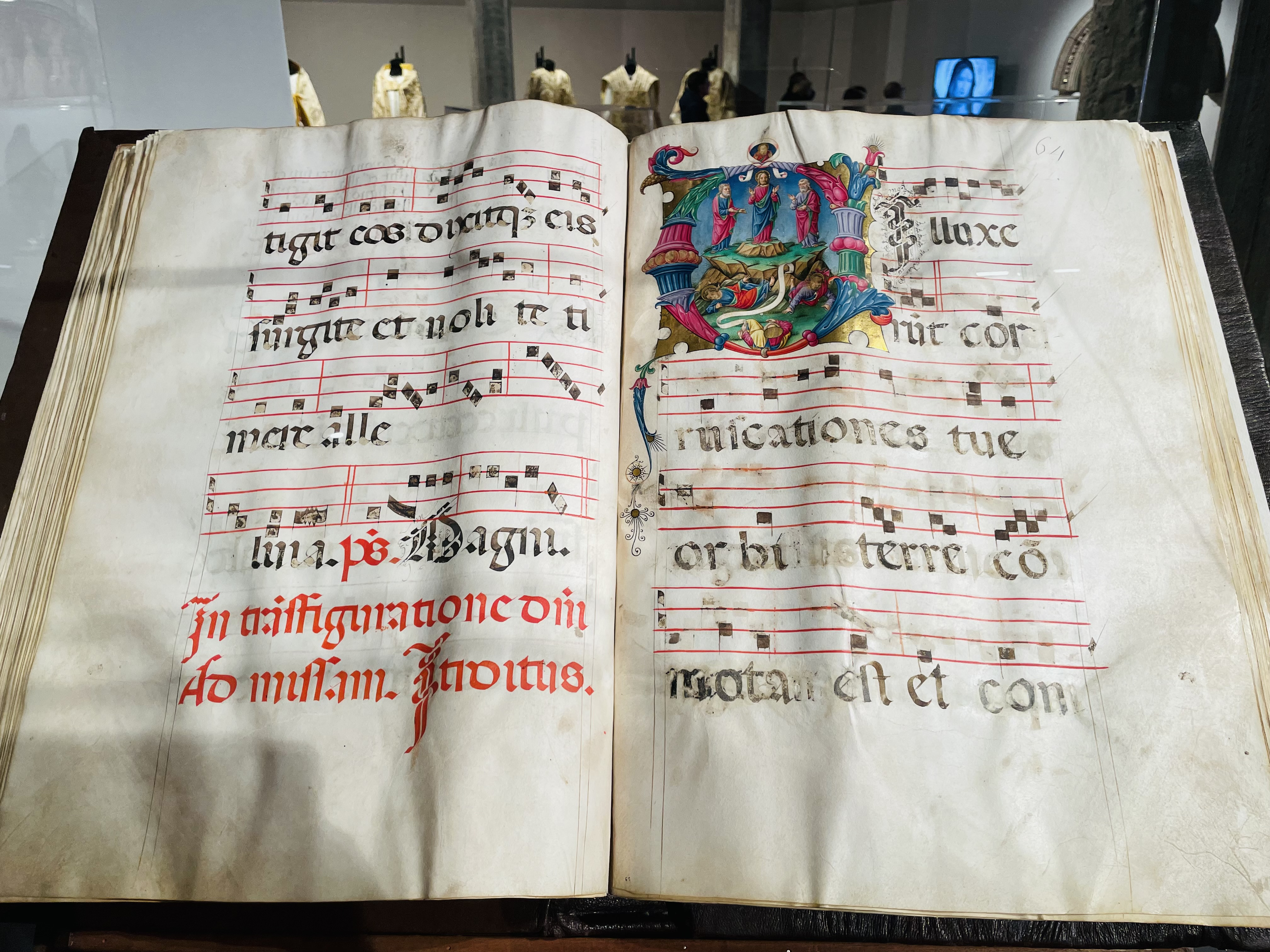
Maître lombard, Livre de chœur (1480-90).
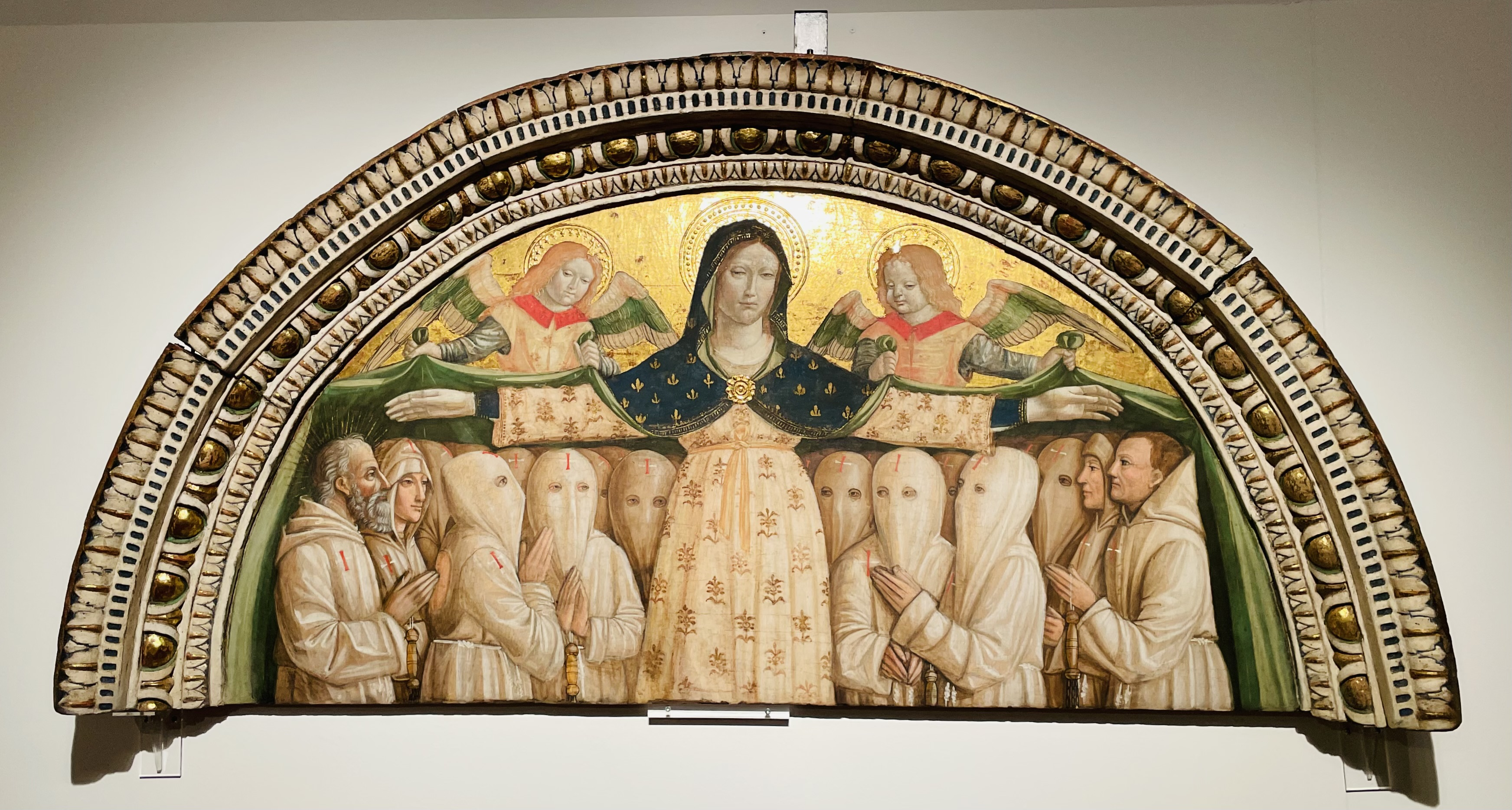
Lorenzo Fasolo, Madonna della Misericordia.
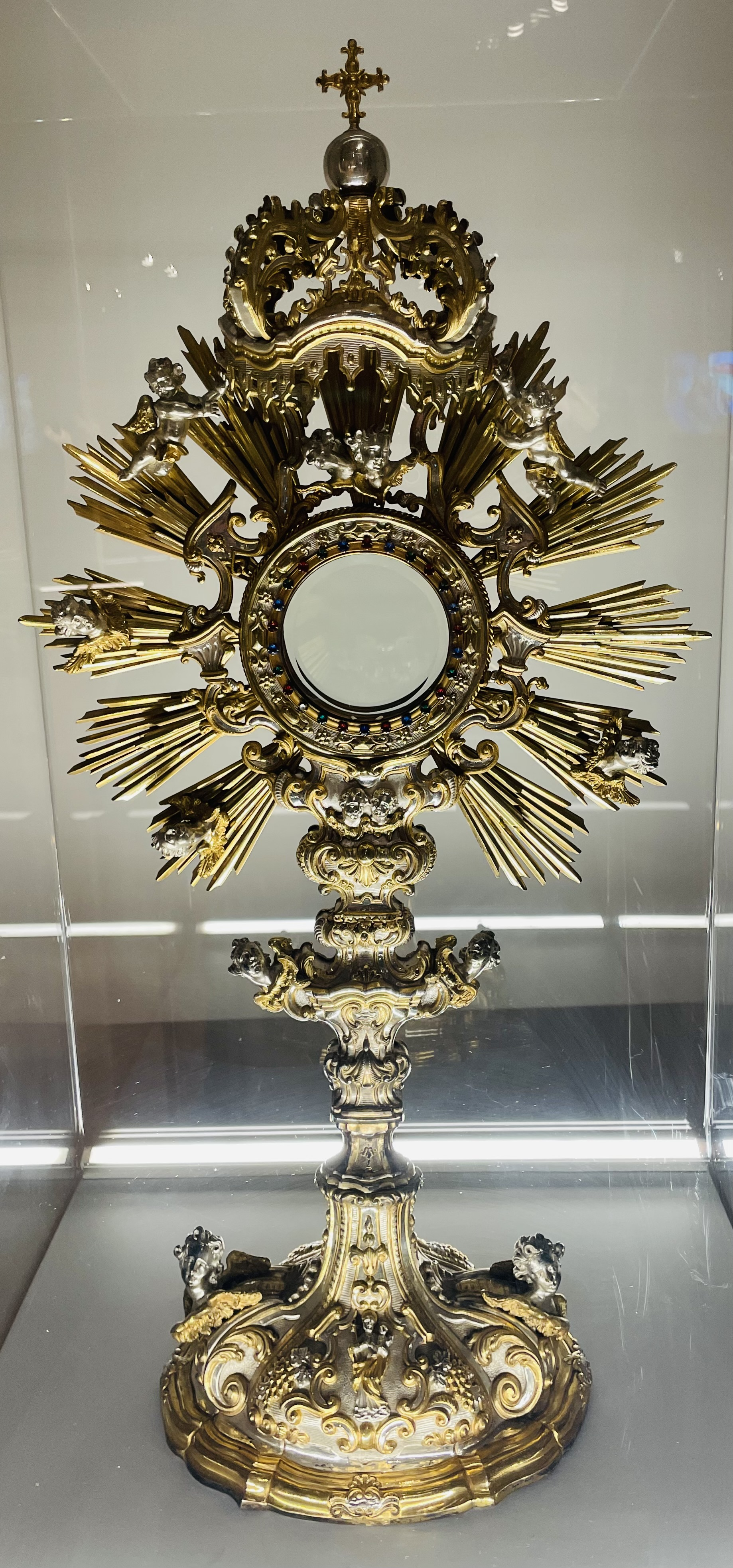
Maître lombard, ostensoir XVIIIe siècle.

## Description
À l'entrée du musée se trouve un sarcophage en granite avec un couvercle à pignon de la fin de l'époque romaine. Le parcours du musée se poursuit à l'intérieur des salles souterraines qui constituaient la crypte primitive également éclairée par deux ouvertures rondes dans le dallage de la cathédrale, deux oculi qui permettent de contempler la luminosité de la grande coupole Renaissance.
Certaines niches ajoutées au XVe siècle aux murs de la crypte abritent des parties des mosaïques du sol (XIe – XIIe siècles) de la double cathédrale médiévale retrouvée lors des travaux de restauration. De précieux objets sont exposés dans le parcours du musée, parmi lesquels une crosse épiscopale en ivoire d'éléphant sculpté, peint et doré réalisé par un atelier sicilien à la main d'artisans arabes et datant de la fin du XIIe siècle. Il représente l'enroulement de l'ancien serpent vaincu par l'Agneau, le Christ, au moyen de la Croix. L'œuvre, qui appartenait à l'évêque de Pavie Pietro Grassi au Moyen Âge, appartient à une série d'objets en ivoire répandus dans toute l'Europe et exécutés en Sicile au XIIe siècle par des artistes arabes qui travaillaient dans l'entourage de la cour de Roger II et ses successeurs. 
Quelques sculptures à thème religieux sont également exposées, dont une Vierge à l'Enfant en terre cuite peinte, provenant de l'église Santi Primo e Feliciano et l'œuvre d'un maître lombard anonyme actif entre la fin du XVIe et le début du XVIIe siècle, de l'argenterie dont certaines ont appartenu à l'évêque Fabrizio Landriani (1617-1642) et un grand chœur en parchemin enluminé datant des dernières décennies du XVe siècle.
Dans la salle centrale du musée se trouve le grand panneau, qui était à l'origine la couronne d'un polyptyque aujourd'hui perdu, de Lorenzo Fasolo représentant la Madonna della Misericordia qui accueille les membres de la confrérie Disciplini Bianchi sous son manteau, une œuvre exécutée entre les première et deuxième décennie du XVIe siècle et provenant de l'église Santi Giacomo e Filippo.